# Dolichopus alexandri
Dolichopus alexandri är en tvåvingeart som beskrevs av Stackelberg 1930. Dolichopus alexandri ingår i släktet Dolichopus och familjen styltflugor. Inga underarter finns listade i Catalogue of Life.